# Pseudoparanaspia hefferni
Pseudoparanaspia hefferni là một loài bọ cánh cứng trong họ Cerambycidae.